# Airy
Airy（エアリー）は、2008年のSUPER GTイメージガールユニットとして活動した女性アイドルグループである。

## 概要
1999年の「PASSION」から通算して10代目となるGTイメージガール。2008年3月15日と16日に鈴鹿サーキットで行われた第1戦で初お披露目され、同月23日放送の『激走!GT』（テレビ東京系）でも紹介された。
2006年の「4☆TUNE」以来、ユニットのロゴマークに水色を使用している。また歴代のGTイメージガール史上、ユニット名の文字数が最も少ない（英語4文字）。

## メンバー
- 助川まりえ（すけがわ まりえ）
1986年10月13日生まれ、茨城県出身、O型。プラチナムプロダクション所属。
- 友稀サナ（ゆうき さな）
1988年8月10日生まれ、東京都出身、O型。プラチナムプロダクション所属。
- 村岡沙耶香（むらおか さやか）
1985年6月3日生まれ、埼玉県出身、A型。K-point所属。
- ロペス貴子（ろぺす たかこ）
1990年1月11日生まれ、埼玉県出身（群馬県育ち）、B型。フェイスネットワーク所属。

### メンバーについて
- GTイメージガールは2006年 - 2007年と2年連続でプラチナムプロダクション所属者3名と別事務所のタレント1名で構成されていたが、この年はプラチナム2：別事務所のタレント2という変則的なユニット構成となった。また前年の「Shiny」同様、2年連続して血液型がAB型の女性がメンバーに選ばれていない。
- ロペスは平成生まれのタレントとしては初めてGTイメージガールに選出。村岡は2007年 - 2008年のA-classに続くイメージガールタイトル獲得となった。ちなみにロペスと村岡は2007年にF1日本グランプリのグリッドガールを務めている。
- 友稀はそれまで本名の「斉藤友以乃」としてタレント・モデル活動を行っていたが、本ユニット加入と同時にプラチナムに移籍した。
- 助川はAiry以降も「爆乳戦隊パイレンジャー」「爆乳三国志」「胸の谷間にうもれ隊」といったユニットに参加しCDをリリースしていた（セクシー☆オールシスターズも参照）。
- 2020年12月現在、メンバー全員が所属していた事務所を退所しており、そのうち村岡を除く3人は既婚者で子持ちであることが確認されている[1]。

## CD
※いずれもavex traxより発売
| タイトル                      | 発売年月日    | 品番       | 曲名                   |
| ----------------------------- | ------------- | ---------- | ---------------------- |
| SUPER GT 2008～First Round～  | 2008年4月30日 | AVCD-23581 | やさしい未来（せかい） |
| SUPER GT 2008～Second Round～ | 2008年9月10日 | AVCD-23638 | REMEMBER YOUR HEART    |

### 楽曲について
- それまでイメージガールの楽曲はユーロビートをベースとしたパワフルな楽曲が多かったが、『やさしい未来』は可愛らしさを前面に出したポップなオリジナル楽曲となった。なお『やさしい - 』は演奏時間が3分20秒と、歴代イメージガールの楽曲としては過去最短であったが、2005年のA-classメンバーだった千景が作詞を担当した『REMEMBER YOUR HEART』で3分03秒とさらに最短記録を更新した[注 1]。ちなみに『やさしい - 』と『REMEMBER - 』では歌唱時の衣装が異なっている。これは2005年「P-ch!」[注 2]以来のことである。
- この年はSUPER GT公認CDアルバムのタイトルから『SUPER EUROBEAT presents』の冠が外れた。しかし翌年以降は再び『SUPER EUROBEAT presents SUPER GT』に戻っている。

## その他
- 毎年5月に歴代GTイメージガールが出演していたイベント「札幌オートサロン」はこの年から開催されなくなった[注 3]。また、前年にShinyが出演していた年末のイベント「HOT☆FANTASY ODAIBA」[注 4]にも出演していない。
- 「SUPER GT 2008～Second Round～」発売直後の2008年9月21日には秋葉原の石丸電気SOFT2にてインストア・イベントが開催されたが、ロペス貴子のみ撮影会のため欠席だった[2]。
- この年のマレーシア戦はメンバー全員出演しなかったが、友稀サナは2009年に「SUPER GT QUEEN」としてマレーシア滞在のプロモーション活動に参加。それまでスタイルコーポレーション所属者が続いていたマレーシア戦限定イメージガールとしては初めてプラチナム所属者が担当することになった。
- 2006年以来3年連続となったフェイスネットワーク所属者のGTイメージガール選出は、この年が最後となった。なおフェイスネットワークは2009年12月31日をもって会社自体が業務停止となり、同社に所属していたロペス貴子は関連子会社のプラチカに移籍し活動を続けた。ちなみにこの年のロペス以降、血液型B型の女性がGTイメージガールに選ばれたケースは2013年『IA GIRL STARS』の長田麻衣奈まで5年間存在しなかった。
- 友稀と村岡は所属事務所離脱後、渋谷109内にある「PINZA」のモデルスタッフとして勤務していたが[3][4]、現在は退職している[5][6]。